# Heterosphaeria
Heterosphaeria Grev. – rodzaj grzybów z rodziny Heterosphaeriaceae.

## Systematyka i nazewnictwo
Pozycja w klasyfikacji według Index Fungorum
Heterosphaeriaceae, Helotiales, Leotiomycetidae, Leotiomycetes, Pezizomycotina, Ascomycota, Fungi.
Gatunki występujące w Polsce
- Heterosphaeria patella (Tode) Grev. 1824

Nazwy naukowe na podstawie Index Fungorum. Wykaz gatunków według Bujakiewicza.